# Витрина DC: Смерть
Витрина DC: Смерть (англ. DC Showcase: Death) — американский анимационный супергеройский короткометражный фильм основанный на персонаже DC Comics.

## Сюжет
Винсент Омата ещё с детства любил постоянно рисовать, лёжа на полу в спальне. Несмотря на критику со стороны отца, Винсент поступает на программу изобразительного искусства в Готэмском университете, однако там он также выслушивает критику в свой адрес от своего профессора, который советует ему пойти обучаться на стоматолога. Желание рисовать поглощает Винсента всё больше и больше, на что его девушка Шарлотта решает порвать отношения с ним спустя 6 лет.
В настоящем Винсент красит ворота лечебницы Аркхэм, однако его увольняют из-за медленного темпа работы. В поисках утешения Винсент посещает бар, где знакомиться с бледной женщиной в чёрной одежде и с готическим макияжем. Очарованный её внешностью, Винсент предлагает нарисовать её автопортрет, однако девушка отказывает, объясняя, что ей необходимо встретиться с Педро, который умер незадолго до этого.
Винсент возвращается домой и сразу же проваливается в глубокий сон, проснувшись от грохота он бежит к окну, где замечает как незнакомцы кричат на девушку, однако спустившись вниз, он видит девушку одну, а незнакомцы оказываются жертвами недавней автокатастрофы. Женщина предлагает подняться к Винсенту и посмотреть его работы. Поднявшись домой, Винсент стесняется своих работ, однако показывает их женщине, чувствуя осуждения со стороны своих демонов. 
Женщина хвалит его работы, однако замечает, что в них не хватает искры. Винсент рассказывает о своём детстве и о том, что во время рисования чувствовал будто время останавливается. Винсент предлагает женщине попозировать для автопортрета, на что она соглашается. Увлечённый работой зритель замечает как внутренние демоны Винсента сгорают один за другим. Закончив работу, Винсент замечает, что время остановилось, выясняется, что женщина, портрет которой он рисовал оказывается смертью, а сам Винсент умер от передозировки героина несколько часов назад.
Обезумевший Винсент утверждает, что по крайней мере, его портрет стоит спасти. Однако, когда время возобновляется, пепел от сигареты в руке трупа Винсента падает на разбросанные бумаги и поджигает его квартиру. Он пытается спасти картину, но его призрачное тело не может её коснуться. Винсент умоляет Смерть остановиться, но она отмечает, что конец его истории был записан в книге Судьбы задолго до его рождения. Когда квартира горит, Винсент просит Смерть сохранить картину как его последнее желание. Когда он превращается в свой детский облик, то узнаёт в Смерти персонажа своих детских рисунков. Он благодарит её, и Смерть ведёт его за руку в загробную жизнь. Позже, после того как пожар потушен и тело Винсента унесено, пожарные с удивлением обнаруживают, что всё сгорело дотла, кроме портрета.

## В ролях
| Актёр         | Роль          |
| ------------- | ------------- |
| Леонардо Нам  | Винсент Омата |
| Джейми Чон    | Смерть        |
| Дэрин Де Пол  | профессор     |
| Кит Шарабайка | супервайзер   |
| Кэри Уолгрен  | Шарлотта      |

## Критика
Доминик Уолш из SciFiPulse похвалил короткометражку, назвав ее «блестящей».

## Награды и номинации
| Год  | Награда               | Категория                        | Номинант (ы)                | Результат | Примечания |
| ---- | --------------------- | -------------------------------- | --------------------------- | --------- | ---------- |
| 2020 | Дневная премия «Эмми» | Лучший монтаж звука для анимации | Девон Боумен, Джордж Питерс | Номинация | [ 4 ]      |